# .bd
.bd is het achtervoegsel van domeinnamen in Bangladesh. .bd-domeinnamen worden uitgegeven door de Bangladesh Telegraph and Telephone Board, die verantwoordelijk is voor het topleveldomein 'bd'.